# Nekrolog 4. Quartal 1945
Nekrolog
◄◄
| ◄
| 1941
| 1942
| 1943
| 1944
| 1945 | 1946 | 1947 | 1948 | 1949 | ► | ►►
1. Quartal |
2. Quartal |
3. Quartal |
4. Quartal 1945
Weitere Ereignisse | Allgemeiner Nekrolog 1945
Die Beschreibung der verstorbenen Person sollte so kurz wie möglich gehalten sein und nur deren signifikante Tätigkeit(en) enthalten.
Neue Namen ggf. auch unter dem Geburts- und Sterbedatum, also etwa unter 1. Januar und im Geburts- und Sterbejahr (2024) eintragen (nur bei entsprechender großer Wichtigkeit). Für Beispiele siehe die schon vorhandenen Artikel.
Außerdem über die fünf zuletzt Verstorbenen, zu denen es einen ausreichend guten Artikel für eine Präsentation auf der Hauptseite gibt, nach der todesbedingten Überarbeitung der Artikel ggf. auch unter Wikipedia Diskussion:Hauptseite informieren und sie am besten auch in den anderen Wikipedia-Sprachversionen eintragen. Tipp: Regelmäßig bei news.google.de nach „ist tot“, „gestorben“ oder „verstorben“ suchen.
Wenn eine Person gestorben ist, gibt es viele Seiten zu dieser Person in der Wikipedia, die davon auch betroffen sind und entsprechend aktualisiert werden müssen. Beispiele: Namenübersichtsseite, Geburtsjahr, Geburtsort-Seiten und viele mehr.
Wie finde ich die betroffenen Seiten?
Im Suchfeld auf der linken Seite gibt man den Suchbegriff so ein: „Vorname Nachname“. Dann klickt man auf Volltext und alle Seiten mit entsprechendem Suchtext werden aufgerufen. Hier sieht man dann schnell, wo auch das Todesjahr Sinn macht oder sogar ein Teil des Artikels angepasst werden muss. Auch hilft das „Werkzeug“ auf der linken Seite sehr gut, um solche Seiten aufzufinden: „Links auf diese Seite“. Somit ist die Wikipedia wieder aktuell in allen Bereichen! Hinweis: bei Eintragung der Kategorie „Gestorben JAHR“ wird der Missbrauchsfilter 49 ausgelöst, was jedoch nicht schlimm ist. Siehe: Spezial:Missbrauchsfilter/49
Dies ist eine Liste von im vierten Quartal 1945 verstorbenen bekannten Persönlichkeiten. Die Einträge erfolgen innerhalb der einzelnen Daten alphabetisch sortiert. Tiere sind im Nekrolog für Tiere zu finden.

## Oktober
| Tag         | Name                             | Beruf, bekannt als                                                                                       | Alter | Beleg |
| ----------- | -------------------------------- | --- | ----- | ----- |
| 1. Oktober  | Walter Cannon                    | US-amerikanischer Physiologe                                                                             | 73    |       |
| 1. Oktober  | Jules Deleval                    | französischer Kunstturner                                                                                | 71    |       |
| 1. Oktober  | Oskar Icha                       | österreichischer Bildhauer                                                                               | 58    |       |
| 1. Oktober  | Peter Paul Koch                  | deutscher Physiker                                                                                       | 66    |       |
| 1. Oktober  | Oscar Lüthy                      | Schweizer Multimedia-Künstler                                                                            | 63    |       |
| 1. Oktober  | Franz Müller                     | deutscher Pharmakologe                                                                                   | 73    |       |
| 1. Oktober  | Pierre Roussel                   | französischer Althistoriker und Epigraphiker                                                             | 64    |       |
| 2. Oktober  | Max Hickethier                   | deutscher Baumeister, Architekt und Bauleiter in Weimar                                                  | 81    |       |
| 2. Oktober  | Ruth von Kleist-Retzow           | deutsche Adelige, Mitglied der Bekennenden Kirche und des Widerstands gegen den Nationalsozialismus      | 78    |       |
| 2. Oktober  | Hans Ossenbach                   | deutscher Schriftsteller und Dichter                                                                     | 71    |       |
| 2. Oktober  | Wilhelm Port                     | deutscher Bibliothekar                                                                                   | 43    |       |
| 2. Oktober  | Edmond Rossier                   | Schweizer Historiker, Theologe sowie Journalist                                                          | 80    |       |
| 2. Oktober  | Signe Munch Siebke               | norwegische Malerin                                                                                      | 61    |       |
| 2. Oktober  | Hans von Soden                   | deutscher evangelischer Theologe                                                                         | 63    |       |
| 2. Oktober  | Konrad Woelker                   | deutscher Verwaltungsjurist                                                                              |       |       |
| 3. Oktober  | Bernd Graf von Arnim             | preußischer Politiker und Großgrundbesitzer                                                              | 76    |       |
| 3. Oktober  | Kurt-Walter Hanssen              | deutscher Jurist und politischer Funktionär (NSDAP)                                                      | 42    |       |
| 3. Oktober  | Max Missmann                     | deutscher Fotograf                                                                                       | 71    |       |
| 3. Oktober  | Truman Handy Newberry            | US-amerikanischer Politiker und Geschäftsmann                                                            | 80    |       |
| 3. Oktober  | Bertrand Weber                   | Schweizer Unternehmer                                                                                    | 87    |       |
| 3. Oktober  | Karl Zankl                       | österreichischer Fußballspieler                                                                          |       |       |
| 4. Oktober  | Alfred Blinzig                   | deutscher Bankdirektor                                                                                   | 76    |       |
| 4. Oktober  | Karl Michael von Levetzow        | Autor und Librettist                                                                                     | 74    |       |
| 4. Oktober  | Otto Lienau                      | deutscher Schiffbauingenieur und Hochschullehrer                                                         | 68    |       |
| 4. Oktober  | Kurt Marcinowski                 | deutscher Politiker (DNVP), MdR                                                                          | 63    |       |
| 4. Oktober  | Geraldine Moodie                 | kanadische Fotografin                                                                                    | 90    |       |
| 4. Oktober  | Elmer A. Morse                   | US-amerikanischer Politiker                                                                              | 75    |       |
| 4. Oktober  | Richard Preiser                  | deutscher Altphilologe                                                                                   | 74    |       |
| 4. Oktober  | Carl Rehs                        | deutscher Lehrer und Imker                                                                               | 78    |       |
| 5. Oktober  | Konrad von Grünewaldt            | deutschbaltischer Bauingenieur und Professor                                                             | 61    |       |
| 5. Oktober  | Juan Bautista Guido              | argentinischer Bandoneonist, Bandleader und Tangokomponist                                               | 47    |       |
| 5. Oktober  | Heinrich Karl Heldmann           | Senatspräsident und Abgeordneter                                                                         | 73    |       |
| 5. Oktober  | Johannes Johansen                | deutscher Jurist, Oberbürgermeister von Krefeld (1911–1930)                                              | 75    |       |
| 5. Oktober  | Eduard Stadtler                  | deutscher Politiker (DNVP, NSDAP), MdR, Publizist und Gründer einiger antikommunistischer Organisationen | 59    |       |
| 5. Oktober  | Wilhelm Zierow                   | niederdeutscher Schriftsteller und Lehrer                                                                | 74    |       |
| 6. Oktober  | Ferdinand Brunner                | österreichischer Steuerbeamter und Politiker (SPÖ), Landtagsabgeordneter                                 | 59    |       |
| 6. Oktober  | Leonardo Conti                   | deutsch-schweizerischer Arzt und Politiker (NSDAP), Reichsgesundheitsführer, MdR, MdL                    | 45    |       |
| 6. Oktober  | Beatrice Kaufman                 | US-amerikanische Herausgeberin und Dramatikerin                                                          | 50    |       |
| 6. Oktober  | Wilhelm Röpke                    | deutscher Chirurg in Wuppertal                                                                           | 71    |       |
| 6. Oktober  | Hans Vogel                       | deutscher Holzbildhauer und Politiker (SPD), MdR                                                         | 64    |       |
| 7. Oktober  | Erhard Bauschke                  | deutscher Musiker (Klarinette, Altsaxophon) und Leiter eines Tanzorchesters                              | 33    |       |
| 7. Oktober  | Gregor Gog                       | Lebensreformer und Autor                                                                                 | 53    |       |
| 7. Oktober  | Julius Grünwald                  | österreichischer Politiker (SDAP), Stadtrat in Wien                                                      | 76    |       |
| 7. Oktober  | Rudolf Hagemann                  | deutscher Reichsgerichtsrat                                                                              | 69    |       |
| 7. Oktober  | Fritz Medicus                    | deutscher Ingenieur und Manager der Energiewirtschaft                                                    | 76    |       |
| 8. Oktober  | Franz Coels von der Brügghen     | preußischer Beamter                                                                                      | 87    |       |
| 8. Oktober  | Karl Flesch                      | deutscher Arzt, Übersetzer und Verfasser neulateinischer Gedichte                                        | 70    |       |
| 8. Oktober  | Siegfried Remertz                | deutscher Kommunalpolitiker und stellv. Bürgermeister von Greifswald                                     | 54    |       |
| 8. Oktober  | Felix Salten                     | österreichischer Schriftsteller und Journalist                                                           | 76    |       |
| 9. Oktober  | Gottlieb Hering                  | deutscher Polizeibeamter und Lagerkommandant des Vernichtungslagers Belzec                               | 58    |       |
| 9. Oktober  | Carl Menge                       | deutscher Gynäkologe und Geburtshelfer                                                                   | 81    |       |
| 9. Oktober  | Susukida Kyūkin                  | japanischer Lyriker und Essayist                                                                         | 68    |       |
| 10. Oktober | Joseph Darnand                   | rechtsextremer französischer Politiker im Zweiten Weltkrieg                                              | 48    |       |
| 10. Oktober | Josef Fuhrich                    | deutsch-österreichischer Mathematiker                                                                    | 47    |       |
| 10. Oktober | Konrad Hopferwieser senior       | österreichischer Orgelbauer                                                                              | 79    |       |
| 10. Oktober | Wilhelm Pöhler                   | deutscher Gewerkschafter und Politiker (SPD), MdL                                                        | 65    |       |
| 10. Oktober | Hans von Rosen                   | livländischer Landespolitiker                                                                            | 74    |       |
| 10. Oktober | Fritz Ruppert                    | deutscher Verwaltungsjurist und Ministerialbeamter                                                       | 57    |       |
| 10. Oktober | Karl Emil Scherz                 | deutscher Architekt und Ortschronist                                                                     | 85    |       |
| 10. Oktober | Artur Schneider                  | deutscher Philosoph                                                                                      | 68    |       |
| 10. Oktober | Venny Soldan-Brofeldt            | finnlandschwedische Malerin, Illustratorin, Bildhauerin, Fotografin und Designerin                       | 81    |       |
| 11. Oktober | Victor Schmieden                 | deutscher Chirurg und Hochschullehrer                                                                    | 71    |       |
| 11. Oktober | Clara Siewert                    | deutsche Malerin, Grafikerin und Plastikerin                                                             | 82    |       |
| 12. Oktober | Dmytro Antonowytsch              | ukrainischer Kunsthistoriker und Minister                                                                | 67    |       |
| 12. Oktober | Erich Foerster                   | deutscher reformierter Theologe                                                                          | 79    |       |
| 12. Oktober | Francisco Gutiérrez Carreola     | mexikanischer Maler                                                                                      | 39    |       |
| 12. Oktober | Siegfried von Kardorff           | deutscher Verwaltungsjurist und Politiker (DNVP, DVP), MdR                                               | 72    |       |
| 12. Oktober | Frank Xaver Spiecker             | deutsch-US-amerikanischer Literaturwissenschaftler und Übersetzer                                        | 54    |       |
| 12. Oktober | Max von Sussdorf                 | deutscher Veterinärmediziner und Hochschullehrer                                                         | 90    |       |
| 12. Oktober | Frank Synott                     | kanadisch-US-amerikanischer Eishockeyspieler                                                             | 56    |       |
| 13. Oktober | Thomas Benton Cooley             | US-amerikanischer Kinderarzt, Erstbeschreiber der Beta-Thalassämie                                       |       |       |
| 13. Oktober | Milton S. Hershey                | US-amerikanischer Unternehmer                                                                            | 88    |       |
| 13. Oktober | Joseph MacRory                   | irischer Kardinal und Bischof                                                                            | 84    |       |
| 13. Oktober | Alois Müller                     | österreichischer Politiker (SDAP), Burgenländischer Landtagsabgeordneter und Bundesrat                   | 67    |       |
| 13. Oktober | Friedrich Niemann                | deutscher evangelischer Pfarrer                                                                          | 76    |       |
| 13. Oktober | Stjepan Podhorsky                | jugoslawischer Architekt                                                                                 | 69    |       |
| 13. Oktober | Ludwig Polzer-Hoditz             | österreichischer Offizier, Gutsbesitzer, Anthroposoph und Publizist                                      | 76    |       |
| 13. Oktober | Heinz Salfner                    | deutscher Schauspieler                                                                                   | 67    |       |
| 13. Oktober | Lucien Simon                     | französischer Maler, Aquarellist und Lithograf                                                           | 84    |       |
| 14. Oktober | Miles J. Breuer                  | amerikanischer Arzt und Science-Fiction-Autor                                                            | 56    |       |
| 14. Oktober | Adolf Gelius                     | deutscher Architekt und kommunaler Baubeamter in Mainz                                                   | 82    |       |
| 14. Oktober | Karl Hayd                        | österreichischer Maler und Grafiker                                                                      | 63    |       |
| 14. Oktober | Otto Hönigschmid                 | böhmisch-deutscher Chemiker                                                                              | 67    |       |
| 14. Oktober | Lionel Martin                    | britischer Geschäftsmann und Rennfahrer                                                                  |       |       |
| 14. Oktober | Pha Terrell                      | US-amerikanischer Jazzsänger                                                                             | 35    |       |
| 14. Oktober | Ignaz Till                       | österreichischer Politiker (SPÖ), Landtagsabgeordneter und Landesrat im Burgenland                       | 53    |       |
| 15. Oktober | Karl Alwin                       | deutscher Dirigent                                                                                       | 54    |       |
| 15. Oktober | Franz Gescher                    | Theologe und Jurist                                                                                      | 61    |       |
| 15. Oktober | Hermann Gura                     | deutscher Theaterschauspieler und Opernsänger                                                            | 75    |       |
| 15. Oktober | Kinoshita Mokutarō               | japanischer Schriftsteller und Arzt                                                                      | 60    |       |
| 15. Oktober | Josef Koller                     | österreichischer Volkssänger, Gesangskomiker, Schauspieler, Schriftsteller und Volksliedforscher         | 73    |       |
| 15. Oktober | Wolfgang von Kries               | deutscher Verwaltungsbeamter und Politiker (DNVP), MdL                                                   | 76    |       |
| 15. Oktober | Pierre Laval                     | französischer Politiker der Dritten Republik und des Vichy-Regimes                                       | 62    |       |
| 15. Oktober | Eoin MacNeill                    | irischer Politiker                                                                                       | 78    |       |
| 15. Oktober | Pierre-Basile Mignault           | kanadischer Jurist                                                                                       | 91    |       |
| 15. Oktober | Alan Rankin Jones                | amerikanischer Jazzmusiker (Piano, Komposition)                                                          | 43    |       |
| 16. Oktober | Karl von Bälz                    | deutscher Jurist                                                                                         | 84    |       |
| 16. Oktober | Vasco Creti                      | italienischer Schauspieler                                                                               | 50    |       |
| 16. Oktober | Hermann Günther                  | deutscher Reichsgerichtsrat                                                                              | 63    |       |
| 16. Oktober | Friedrich Minoux                 | deutscher Industrie-Manager und Unternehmer                                                              | 68    |       |
| 16. Oktober | James V. Monaco                  | US-amerikanischer Songtexter und Komponist                                                               | 60    |       |
| 16. Oktober | Tanaka Shōhei                    | japanischer Musikwissenschaftler und Instrumentenbauer                                                   | 83    |       |
| 16. Oktober | Franz Winkler                    | österreichischer Politiker (Landbund), Abgeordneter zum Nationalrat                                      | 55    |       |
| 16. Oktober | Berta Zuckerkandl-Szeps          | österreichische Schriftstellerin, Journalistin und Kritikerin                                            | 81    |       |
| 17. Oktober | Fritz Dörffler                   | deutscher Jurist                                                                                         | 57    |       |
| 17. Oktober | Hermann Hoffmann                 | deutscher Reichsgerichtsrat                                                                              | 65    |       |
| 17. Oktober | Valentin Müller                  | deutscher klassischer Archäologe                                                                         | 56    |       |
| 17. Oktober | Nate M. Parsons                  | US-amerikanischer Politiker                                                                              | 57    |       |
| 17. Oktober | Robert Petschow                  | Ballonfahrer und Fotograf                                                                                | 57    |       |
| 17. Oktober | Arthur J. Weaver                 | US-amerikanischer Politiker                                                                              | 71    |       |
| 18. Oktober | Oskar Dienstbach                 | deutscher Arzt und SS-Führer                                                                             | 35    |       |
| 18. Oktober | Alexander Dominicus              | deutscher Jurist, Verwaltungsbeamter und Politiker (DDP)                                                 | 72    |       |
| 18. Oktober | Erich Feyerabend                 | deutscher Grafiker, Maler und Zeichner                                                                   | 55    |       |
| 18. Oktober | Hayama Yoshiki                   | Autor der proletarischen Literatur Japans                                                                | 51    |       |
| 18. Oktober | Fred Hovey                       | US-amerikanischer Tennisspieler                                                                          | 77    |       |
| 18. Oktober | Hermann Nagel                    | deutscher Jurist und Politiker                                                                           | 74    |       |
| 19. Oktober | Plutarco Elías Calles            | mexikanischer Politiker und Offizier                                                                     | 68    |       |
| 19. Oktober | Gabriele Maria Deininger-Arnhard | deutsch-österreichische Malerin                                                                          | 90    |       |
| 19. Oktober | Hatcher Hughes                   | US-amerikanischer Dramatiker und Theaterregisseur                                                        | 64    |       |
| 19. Oktober | Franz Meyer                      | deutscher Politiker (Zentrum)                                                                            | 63    |       |
| 19. Oktober | Choice B. Randell                | US-amerikanischer Politiker                                                                              | 88    |       |
| 19. Oktober | N. C. Wyeth                      | US-amerikanischer Maler und Illustrator                                                                  | 62    |       |
| 20. Oktober | Alfred Partikel                  | deutscher Landschaftsmaler                                                                               | 57    |       |
| 20. Oktober | Jean Puiforcat                   | französischer Gold- und Silberschmied, Bildhauer, Designer                                               | 48    |       |
| 20. Oktober | Roman Woerner                    | deutscher Literaturwissenschaftler, Übersetzer und Herausgeber                                           | 82    |       |
| 21. Oktober | Henry Armetta                    | italienisch-amerikanischer Schauspieler                                                                  | 57    |       |
| 21. Oktober | Rudolf Baier                     | deutscher Radrennfahrer                                                                                  | 53    |       |
| 21. Oktober | Franz von Blon                   | deutscher Komponist und Dirigent                                                                         | 84    |       |
| 21. Oktober | Felicija Bortkevičienė           | litauische Zeitungsherausgeberin und politische Aktivistin                                               | 72    |       |
| 21. Oktober | Friedrich Drexler                | österreichischer Elektrotechniker                                                                        | 87    |       |
| 21. Oktober | Edgar von Gierke                 | deutscher Pathologe                                                                                      | 68    |       |
| 21. Oktober | Edwin Roedder                    | deutschamerikanischer Philologe                                                                          | 72    |       |
| 21. Oktober | Susa Walter                      | deutsch-baltische Malerin des Impressionismus                                                            | 71    |       |
| 22. Oktober | Francesco Daddi                  | italienischer Opernsänger                                                                                | ≈81   |       |
| 22. Oktober | Paul Goerens                     | deutscher Metallurg                                                                                      | 63    |       |
| 22. Oktober | Hermine Hoffmann                 | deutsche Gönnerin Adolf Hitlers                                                                          | 88    |       |
| 23. Oktober | Pierre Cérésole                  | Schweizer Pazifist, Quäker, Mathematiker und Gründer des Service Civil International                     | 66    |       |
| 23. Oktober | Justus Delbrück                  | deutscher Jurist und Widerstandskämpfer gegen den Nationalsozialismus                                    | 42    |       |
| 23. Oktober | James McMahon Graham             | US-amerikanischer Politiker                                                                              | 93    |       |
| 23. Oktober | Rudolf Hippius                   | deutsch-baltischer Psychologe                                                                            | 40    |       |
| 23. Oktober | William Miller                   | englischer Historiker, Mediävist und Journalist                                                          | 80    |       |
| 23. Oktober | Friedrich Saemisch               | deutscher Jurist, Verwaltungsbeamter und Politiker, preußischer Staatsminister                           | 75    |       |
| 23. Oktober | Oscar Taelman                    | belgischer Ruderer                                                                                       | 68    |       |
| 24. Oktober | Franklin Carmichael              | kanadischer Künstler                                                                                     | 55    |       |
| 24. Oktober | Frederick Field                  | britischer Admiral of the Fleet und Erster Seelord                                                       | 74    |       |
| 24. Oktober | Hans-Georg von Jagow             | deutscher Offizier, zuletzt Generalleutnant sowie Regierungspräsident von Magdeburg                      | 64    |       |
| 24. Oktober | Gastão Liberal Pinto             | brasilianischer Geistlicher, Bischof von São Carlos do Pinhal                                            | 61    |       |
| 24. Oktober | Vidkun Quisling                  | norwegischer Politiker (Nationalsozialist)                                                               | 58    |       |
| 24. Oktober | Carl Sartorius                   | deutscher Jurist                                                                                         | 80    |       |
| 24. Oktober | Heinrich Schmidt-Pecht           | deutscher Maler und Lithograph                                                                           | 91    |       |
| 24. Oktober | Mena Schoenfeld                  | deutsche Bildhauerin und Malerin                                                                         | 63    |       |
| 24. Oktober | Hans Thuar                       | deutscher Maler des Rheinischen Expressionismus                                                          | 57    |       |
| 25. Oktober | Paul Gustaf Krause               | deutscher Paläontologe                                                                                   | 78    |       |
| 25. Oktober | Olof Krumlinde                   | schwedischer Landschafts- und Marinemaler                                                                | 89    |       |
| 25. Oktober | Robert Ley                       | deutscher Politiker (NSDAP), MdR, Leiter der Deutschen Arbeitsfront in der Zeit des Nationalsozialismus  | 55    |       |
| 25. Oktober | Darija Wikonska                  | ukrainische Schriftstellerin und Übersetzerin                                                            | 52    |       |
| 26. Oktober | Hans Bernard                     | österreichischer Bildhauer                                                                               | 84    |       |
| 26. Oktober | Adolf von Brudermann             | österreichisch-ungarischer Offizier, zuletzt im Range eines Generals der Kavallerie                      | 91    |       |
| 26. Oktober | Karl von Hartmann-Krey           | deutscher Verwaltungsjurist, Landrat                                                                     | 70    |       |
| 26. Oktober | Alexei Nikolajewitsch Krylow     | russischer Schiffsbauingenieur und Mathematiker                                                          | 82    |       |
| 26. Oktober | Heinrich Oswald                  | deutscher Gewerkschafter, Verwaltungsbeamter und Politiker (Zentrum, BVP)                                | 79    |       |
| 26. Oktober | Paul Pelliot                     | französischer Sinologe und Zentralasienforscher                                                          | 67    |       |
| 26. Oktober | Raymond Suvigny                  | französischer Gewichtheber                                                                               | 42    |       |
| 26. Oktober | Henry Tassie                     | australischer Politiker (South Australia)                                                                | 82    |       |
| 26. Oktober | Emile-Jean-François Thiénard     | französischer Geistlicher und römisch-katholischer Bischof von Constantine-Hippone                       | 72    |       |
| 27. Oktober | Stamen Grigorow                  | bulgarischer Arzt und Entdecker des Lactobacillus delbrueckii subspecies bulgaricus                      | 67    |       |
| 27. Oktober | Josef Hammerschmid               | österreichischer Politiker (SdP), Abgeordneter zum Nationalrat                                           | 65    |       |
| 27. Oktober | August Hermann Hinderer          | evangelischer Theologe, Publizist und Honorarprofessor für Publizistik                                   | 68    |       |
| 27. Oktober | Kaspar Heinrich von der Marwitz  | deutscher Verwaltungsbeamter und Versicherungsmanager                                                    | 80    |       |
| 27. Oktober | Heinrich Mißfeldt                | deutscher Bildhauer                                                                                      | 72    |       |
| 27. Oktober | Hanshugo Nehmiz                  | deutscher Archivar und Philologe                                                                         | 36    |       |
| 27. Oktober | Hanns Schwarz                    | österreichischer Filmregisseur                                                                           | 57    |       |
| 28. Oktober | Gilbert Emery                    | US-amerikanischer Schauspieler, Autor und Lyriker                                                        | 70    |       |
| 28. Oktober | Arthur Lüttringhaus senior       | deutscher Chemiker                                                                                       | 72    |       |
| 28. Oktober | Wilhelm Manchot                  | deutscher Chemiker                                                                                       | 76    |       |
| 28. Oktober | Edward Kennard Rand              | US-amerikanischer Klassischer Philologe und Mittellateiner                                               | 73    |       |
| 29. Oktober | Heinrich Dipper                  | deutscher Theologe, lutherischer Pfarrer in Stuttgart und Direktor der Basler Mission                    | 77    |       |
| 29. Oktober | Dr. Owlglass                     | deutscher Arzt, Schriftsteller und Lyriker                                                               | 72    |       |
| 29. Oktober | Theodor Fahr                     | deutscher Pathologe                                                                                      | 68    |       |
| 29. Oktober | Jan Fastenau                     | deutscher Kunsthistoriker in Ostfriesland                                                                | 65    |       |
| 29. Oktober | Joseph Frei                      | Schweizer Kirchenmusiker und Komponist                                                                   | 73    |       |
| 29. Oktober | Kurt Frentzen                    | deutscher Paläontologe und Paläobotaniker                                                                | 53    |       |
| 29. Oktober | Eugen Mühlschlegel               | deutscher Landwirtschaftslehrer                                                                          | 84    |       |
| 29. Oktober | Heinrich Wiatrek                 | deutscher Politiker (KPD)                                                                                | 49    |       |
| 30. Oktober | Georg Alexander                  | deutscher Schauspieler, Filmregisseur und -produzent                                                     | 57    |       |
| 30. Oktober | Hubert Engels                    | deutscher Wasserbauingenieur und Hochschullehrer                                                         | 91    |       |
| 30. Oktober | John Campbell Merriam            | US-amerikanischer Paläontologe                                                                           | 76    |       |
| 30. Oktober | Onni Pellinen                    | finnischer Ringer                                                                                        | 46    |       |
| 30. Oktober | Leonhard Sandrock                | deutscher Maler und Radierer                                                                             | 78    |       |
| 30. Oktober | Richard Starcke                  | deutscher Maler und Illustrator                                                                          | 80    |       |
| 30. Oktober | Wincenty Witos                   | polnischer Politiker                                                                                     | 71    |       |
| 30. Oktober | Xian Xinghai                     | chinesischer Komponist                                                                                   | 40    |       |
| 31. Oktober | Oreste Bilancia                  | italienischer Schauspieler                                                                               | 64    |       |
| 31. Oktober | Georg Forster                    | Schweizer Schullehrer und Politiker                                                                      | 64    |       |
| 31. Oktober | Georgios Lambelet                | griechischer Komponist und Musikschriftsteller                                                           | 69    |       |
| 31. Oktober | Alfred Edward Taylor             | britischer Philosoph                                                                                     | 75    |       |
| 31. Oktober | Ignacio Zuloaga                  | spanischer Maler                                                                                         | 75    |       |
|             | Julius Bankó                     | österreichischer Klassischer Archäologe                                                                  | 74    |       |
|             | Hermann Friese                   | deutsch-brasilianischer Fußballspieler und Leichtathlet                                                  | 63    |       |
|             | Heino von Heimburg               | deutscher Marineoffizier und Vizeadmiral im Zweiten Weltkrieg                                            |       |       |
|             | Fred Kaltenbach                  | US-amerikanischer Radiopropagandist                                                                      | 50    |       |
|             | Georg Heinrich Maier             | Rechtswissenschaftler und Journalist                                                                     | 38    |       |
|             | Heinrich Reineke                 | deutscher Politiker (DVP)                                                                                | 77    |       |

## November
| Tag          | Name                              | Beruf, bekannt als | Alter | Beleg |
| ------------ | --------------------------------- | --- | ----- | ----- |
| 1. November  | Nikolai Pawlowitsch Chmeljow      | sowjetischer Schauspieler                                                                                                   | 44    |       |
| 1. November  | Leo Hauck                         | deutscher Arzt für Haut- und Geschlechtskrankheiten und Hochschullehrer                                                     | 71    |       |
| 1. November  | Rupert Mayer                      | deutscher Jesuit | 69    |       |
| 1. November  | Olaf Sæter                        | norwegischer Sportschütze                                                                                                   | 74    |       |
| 1. November  | Emil Schemmel                     | deutscher Kommunist, Gewerkschafter, Widerstandskämpfer                                                                     | 58    |       |
| 2. November  | Thomas Bacher                     | Haberfeldmeister des letzten großen Haberfeldtreibens 1893 in Miesbach und später Funktionär der Bayerischen Trachtenpflege | 81    |       |
| 2. November  | Hélène de Pourtalès               | Schweizer Seglerin | 77    |       |
| 2. November  | William Reed                      | kanadischer Organist und Komponist                                                                                          | 86    |       |
| 2. November  | Max Ruhbeck                       | deutscher Schauspieler | 82    |       |
| 2. November  | Karl Schneidt                     | deutscher Journalist und Anarchist                                                                                          | 91    |       |
| 2. November  | Joseph Schrembs                   | deutschamerikanischer katholischer Geistlicher und Bischof von Toledo bzw                                                   | 79    |       |
| 2. November  | Thyra von Dänemark                | dänische Prinzessin | 65    |       |
| 2. November  | Heinz Waldmüller                  | deutscher Landschaftsmaler und Radierer                                                                                     | 57    |       |
| 3. November  | Emil Dittler                      | österreichischer Mineraloge und Chemiker                                                                                    | 63    |       |
| 3. November  | Karl Heinrich                     | sozialdemokratischer Aktivist, Polizeioffizier und antifaschistischer Widerstandskämpfer                                    | 55    |       |
| 3. November  | Alessandro Longo                  | italienischer Komponist und Musikwissenschaftler                                                                            | 80    |       |
| 3. November  | Carl August Schröder              | deutscher Politiker, MdHB, Hamburger Bürgermeister                                                                          | 89    |       |
| 4. November  | Ernst Christian Finger            | Landtagsabgeordneter Großherzogtum Hessen                                                                                   | 88    |       |
| 4. November  | Ludwig Frank                      | sudetendeutscher Politiker (NSDAP), MdR                                                                                     | 62    |       |
| 4. November  | Paul Grabein                      | deutscher Jurist und Schriftsteller                                                                                         | 76    |       |
| 4. November  | Otto Greiß                        | deutscher Architekt und Baubeamter                                                                                          | 69    |       |
| 4. November  | Mathilde von Keller               | Hofdame der Kaiserin Auguste Viktoria, Königin von Preußen                                                                  | 92    |       |
| 4. November  | George Willis Ritchey             | US-amerikanischer Optiker, Teleskopbauer und Astronom                                                                       | 80    |       |
| 5. November  | Karl Deters                       | deutscher Manager | 69    |       |
| 5. November  | Mary Adelaide Hare                | Lehrerin für gehörlose Kinder und eine Frauenrechtlerin                                                                     | 80    |       |
| 5. November  | Albert Pehle                      | deutscher Bildhauer | 71    |       |
| 5. November  | Eugen Schroth                     | österreichischer Zeichenlehrer sowie Genre-, Landschafts- und Historienmaler                                                | 83    |       |
| 5. November  | Friedrich Stuber                  | Schweizer Lehrer und Politiker                                                                                              | 80    |       |
| 5. November  | Grete Unrein                      | Jenaer Politikerin | 72    |       |
| 6. November  | Eugene Cook Bingham               | US-amerikanischer Chemiker und Pionier der modernen Rheologie                                                               | 66    |       |
| 6. November  | Marietta Peyfuss                  | österreichische Malerin, Grafikerin, Holzschneiderin, Kunstgewerblerin                                                      | 77    |       |
| 6. November  | Richard Rau                       | deutscher Sprinter und Olympiateilnehmer                                                                                    | 56    |       |
| 6. November  | John C. Speaks                    | US-amerikanischer Politiker                                                                                                 | 86    |       |
| 7. November  | Isaac Anken                       | Schweizer Politiker | 60    |       |
| 7. November  | Wilhelm von Gayl                  | deutscher Jurist und Politiker (DNVP) im preußischen Staatsrat (1921–1933) sowie Reichsinnenminister (1932)                 | 66    |       |
| 7. November  | Johannes Hass                     | deutscher Politiker und Gewerkschafter                                                                                      | 72    |       |
| 7. November  | Fritz Messner                     | deutscher Hockeyspieler | 33    |       |
| 7. November  | John Conover Nichols              | US-amerikanischer Politiker                                                                                                 | 49    |       |
| 8. November  | Friedrich Bruns                   | deutscher Hansehistoriker                                                                                                   | 83    |       |
| 8. November  | Alexandre Cingria                 | Schweizer Maler und Glasmaler                                                                                               | 66    |       |
| 8. November  | Eduard Lenz                       | deutscher Priester, Anthroposoph und Schriftsteller                                                                         | 44    |       |
| 8. November  | August von Mackensen              | preußischer Generalfeldmarschall                                                                                            | 95    |       |
| 8. November  | Harry Pease                       | US-amerikanischer Liedtexter und Songwriter                                                                                 | 59    |       |
| 8. November  | Ferdinand Rogalla von Bieberstein | deutscher Gutsbesitzer und preußischer Politiker, MdR                                                                       | 88    |       |
| 8. November  | Katharine Woolley                 | britische Zeichnerin | 57    |       |
| 9. November  | Thomas F. Conway                  | US-amerikanischer Rechtsanwalt und Politiker                                                                                | 83    |       |
| 9. November  | Karl Giering                      | deutscher Gestapobeamter und SS-Führer                                                                                      | 45    |       |
| 9. November  | Frank Hutchison                   | US-amerikanischer Old-Time-Musiker                                                                                          | 48    |       |
| 9. November  | Norbert Sinner                    | luxemburgischerRadrennfahrer                                                                                                | 38    |       |
| 9. November  | Pietro Speciale                   | italienischer Fechter | 69    |       |
| 10. November | Robert Bourgeois                  | französischer Geograph | 88    |       |
| 10. November | Max von Detten                    | deutscher Weingutsbesitzer und Politiker (Wirtschaftspartei, NSDAP), MdL                                                    | 68    |       |
| 10. November | Sekula Drljević                   | montenegrinischer Politiker und Sympathisant des kroatischen Faschismus und des Nationalsozialismus                         | 61    |       |
| 10. November | Gottlieb Kenngott                 | deutscher Politiker der SPD                                                                                                 | 82    |       |
| 10. November | Otto Pautsch                      | deutscher Lehrer und Landrat                                                                                                | 72    |       |
| 10. November | John W. Thomas                    | US-amerikanischer Politiker                                                                                                 | 71    |       |
| 11. November | Leo Arndt                         | deutscher Illustrator und Radierer                                                                                          | 88    |       |
| 11. November | Jehoschua Hankin                  | zionistischer Pionier |       |       |
| 11. November | Felix Adolf Hoppe-Seyler          | deutscher Physiologe | 47    |       |
| 11. November | Jerome Kern                       | US-amerikanischer Komponist                                                                                                 | 60    |       |
| 11. November | Olha Kossatsch-Krywynjuk          | ukrainische Schriftstellerin, Übersetzerin, Bibliografin und Ethnografin                                                    | 68    |       |
| 11. November | Konrad Kretschmer                 | deutscher Geograph | 81    |       |
| 11. November | Victor III. von Ratibor           | deutscher Land- und Forstwirt                                                                                               | 66    |       |
| 11. November | Clemens Thieme                    | deutscher Architekt | 84    |       |
| 12. November | Hans Aniol                        | deutscher Schwimmer und Wasserballspieler                                                                                   | 67    |       |
| 12. November | Max Bock                          | deutscher Offizier, zuletzt General der Infanterie                                                                          | 67    |       |
| 12. November | Jaro Fürth                        | österreichischer Schauspieler                                                                                               | 74    |       |
| 12. November | Adda von Königsegg                | deutsche Krankenschwester und Schriftstellerin                                                                              | 73    |       |
| 12. November | Eugen Ledebur-Wicheln             | böhmischer und tschechoslowakischer Großgrundbesitzer, Senator der deutschen Minderheit                                     | 71    |       |
| 12. November | George B. Martin                  | US-amerikanischer Politiker (Demokratischen Partei)                                                                         | 69    |       |
| 12. November | James W. Mott                     | US-amerikanischer Politiker                                                                                                 | 62    |       |
| 12. November | Ernst Rambow                      | deutscher KPD-Funktionär, Widerstandskämpfer und Spitzel der Gestapo (1940–1945)                                            | 58    |       |
| 12. November | Carl Seber                        | deutscher Jagdflieger im Ersten Weltkrieg                                                                                   | 62    |       |
| 12. November | Ulrich von Sell                   | deutscher Offizier | 61    |       |
| 12. November | Otto Soehring                     | deutscher Gymnasiallehrer und Diplomat                                                                                      | 68    |       |
| 13. November | Edwyn Alexander-Sinclair          | britischer Admiral im Ersten Weltkrieg                                                                                      |       |       |
| 13. November | Rudolf Asmis                      | deutscher Jurist und Diplomat                                                                                               | 66    |       |
| 13. November | Philipp von Berckheim             | badischer Schlossbesitzer                                                                                                   | 62    |       |
| 13. November | Ferdinand Bloch-Bauer             | österreichisch-tschechischer Zuckerfabrikant und Kunstliebhaber                                                             | 81    |       |
| 13. November | Josef Eichheim                    | deutscher Schauspieler | 57    |       |
| 13. November | Eduard Ellrich                    | deutscher Politiker | 76    |       |
| 13. November | Hans Moderow                      | deutscher evangelisch-lutherischer Pfarrer und Kirchenhistoriker                                                            | 67    |       |
| 13. November | August Rosterg                    | deutscher Industrieller, Generaldirektor der Wintershall AG                                                                 | 75    |       |
| 13. November | Max E. Schmidt                    | deutscher Großkaufmann | 73    |       |
| 13. November | Hilko Wiardo Schomerus            | deutscher Missionar und Missionswissenschaftler                                                                             | 66    |       |
| 13. November | Carl Wickland                     | Schriftsteller, Psychiater und Erforscher des Paranormalen                                                                  | 84    |       |
| 14. November | Kurt Bauer                        | deutscher Jurist und Kommunalpolitiker                                                                                      | 45    |       |
| 14. November | Hans Güldenpfennig                | deutscher Architekt, Kölner Dombaumeister                                                                                   | 70    |       |
| 14. November | Franz Hartong                     | deutscher oldenburgischer Politiker                                                                                         | 63    |       |
| 14. November | Friedrich Franz von Huth          | deutscher Generalmajor | 80    |       |
| 14. November | Julius Kohte                      | deutscher Konservator und Hochschullehrer                                                                                   | 84    |       |
| 14. November | Ernst Siehr                       | deutscher Politiker (FVP, DDP), MdR                                                                                         | 76    |       |
| 15. November | Frank Michler Chapman             | amerikanischer Ornithologe, Autor und Bankier                                                                               | 81    |       |
| 15. November | Eugen Czaplewski                  | deutscher Mikrobiologe, Hygieniker und Hochschullehrer                                                                      | 79    |       |
| 15. November | Eldridge R. Johnson               | US-amerikanischer Unternehmer                                                                                               | 78    |       |
| 15. November | Robert Oerley                     | österreichischer Architekt, Kunstgewerbler, Aquarellmaler und Lithograph                                                    | 69    |       |
| 15. November | Erich von Oldershausen            | deutscher Generalleutnant                                                                                                   | 73    |       |
| 15. November | Karl Strecker                     | deutscher Philologe | 84    |       |
| 16. November | Hans Blichfeldt                   | US-amerikanischer Mathematiker                                                                                              | 72    |       |
| 16. November | Jehudo Epstein                    | österreichischer Maler | 75    |       |
| 16. November | Georg Foucar                      | deutscher Manager der Zementindustrie                                                                                       | 75    |       |
| 16. November | Christian Alfred Giesecke         | deutscher Verleger | 77    |       |
| 16. November | Jenő Janovics                     | ungarischer Filmpionier und Mentor der Regisseure Alexander Korda und Michael Curtiz                                        | 72    |       |
| 16. November | Hans Ernst Christian Lüdeking     | deutscher Pädagoge und Politiker (SPD)                                                                                      | 81    |       |
| 16. November | Gawriil Iljitsch Mjasnikow        | russischer Revolutionär |       |       |
| 16. November | Richard Robinow                   | deutscher Rechtsanwalt | 78    |       |
| 16. November | Sigurður Eggerz                   | isländischer Politiker und zweifacher Premierminister Islands                                                               | 70    |       |
| 16. November | Theodor Vahlen                    | deutscher Mathematiker und nationalsozialistischer Politiker, MdR                                                           | 76    |       |
| 17. November | Friedrich Franz IV.               | Großherzog zu Mecklenburg in Mecklenburg-Schwerin (1897–1918)                                                               | 63    |       |
| 17. November | W. Frank James                    | US-amerikanischer Politiker                                                                                                 | 72    |       |
| 17. November | Josef Maily                       | deutscher Politiker | 69    |       |
| 17. November | Manolo Martínez Hugué             | katalanischer Maler und Bildhauer                                                                                           | 73    |       |
| 17. November | Therese von Mor                   | österreichische Malerin | 74    |       |
| 18. November | Fritz Klabinus                    | österreichischer Kunsthistoriker                                                                                            |       |       |
| 18. November | Luke Lea                          | US-amerikanischer Politiker (Demokratische Partei)                                                                          | 66    |       |
| 18. November | Hans Ludwig Moraht                | deutscher Diplomat | 66    |       |
| 18. November | August Heinrich Sieberg           | deutscher Geophysiker und Erdbebenforscher                                                                                  | 69    |       |
| 18. November | Jakob Davidowitsch Tamarkin       | russisch-US-amerikanischer Mathematiker                                                                                     | 57    |       |
| 19. November | Joe Conway                        | US-amerikanischer Soldat, Jurist und Politiker (Demokratische Partei)                                                       | 46    |       |
| 19. November | Helen Hopekirk                    | US-amerikanische Pianistin                                                                                                  | 89    |       |
| 19. November | Eli Parsons                       | US-amerikanischer Mittelstreckenläufer und Sprinter                                                                         | 61    |       |
| 19. November | Walter Todt                       | deutscher Kolonialbeamter und Rechtsanwalt                                                                                  | 65    |       |
| 19. November | Karl Wanderer                     | deutscher Geologe und Paläontologe                                                                                          | 69    |       |
| 20. November | Francis William Aston             | englischer Chemiker und Physiker; Nobelpreis 1922 in Chemie                                                                 | 68    |       |
| 20. November | Josef Danilowatz                  | österreichischer Maler | 67    |       |
| 20. November | Adolf Kob                         | deutscher Politiker (NSDAP), MdR, SA-Obergruppenführer                                                                      | 60    |       |
| 20. November | Otto Petras                       | deutscher Leiter eine Jugendbesserungsanstalt und Publizist                                                                 | 59    |       |
| 20. November | Adolf Schlieper junior            | deutscher Industrieller und Chemiker                                                                                        | 80    |       |
| 20. November | Albert Schmidt                    | deutscher evangelischer Theologe und Politiker (CSVD), MdR                                                                  | 52    |       |
| 20. November | Jacob Thorkelson                  | US-amerikanischer Politiker                                                                                                 | 69    |       |
| 20. November | Elmer Otis Wooton                 | US-amerikanischer Botaniker                                                                                                 | 80    |       |
| 21. November | Robert Benchley                   | US-amerikanischer Humorist, Theaterkritiker und Schauspieler                                                                | 56    |       |
| 21. November | Ellen Glasgow                     | US-amerikanische Schriftstellerin                                                                                           | 72    |       |
| 21. November | Alexander M. Patch                | US-amerikanischer Lieutenant General im Zweiten Weltkrieg                                                                   | 55    |       |
| 21. November | Jimmy Quinn                       | schottischer Fußballspieler                                                                                                 | 67    |       |
| 21. November | Arnold Reissert                   | deutscher Chemiker | 85    |       |
| 21. November | Ludwig Wahl                       | deutscher Maschinenbauingenieur und Stadtbaurat                                                                             | 75    |       |
| 22. November | Karl Spieß                        | deutscher Fotograf | 54    |       |
| 22. November | Richard Wiebel                    | deutscher katholischer Geistlicher und Heimatforscher                                                                       | 76    |       |
| 22. November | Hans Winkler                      | deutscher Botaniker | 68    |       |
| 23. November | Edward E. Browne                  | US-amerikanischer Politiker                                                                                                 | 77    |       |
| 23. November | Édouard Dubuc                     | französischer Antisemit | 73    |       |
| 23. November | Herbert Duncan                    | britischer Radrennfahrer, Radsportpionier und Journalist                                                                    | 83    |       |
| 23. November | Jan Raszka                        | polnischer Bildhauer und Maler                                                                                              | 74    |       |
| 23. November | Cevat Seyit                       | türkischer Fußballspieler                                                                                                   | 39    |       |
| 23. November | Maksym Slawynskyj                 | ukrainischer Autor, Dichter, Übersetzer, Diplomat und Politiker                                                             | 77    |       |
| 23. November | Charles Armijo Woodruff           | US-amerikanischer Marineoffizier                                                                                            | 61    |       |
| 24. November | Benno Bleyer                      | deutscher Chemiker | 60    |       |
| 24. November | Karl Kirchner                     | deutscher Journalist und Kommunalpolitiker                                                                                  | 61    |       |
| 24. November | Philip Jacobus Pretorius          | südafrikanischer Elefantenjäger                                                                                             | 68    |       |
| 24. November | Otto Roos                         | Schweizer Bildhauer, Maler und Zeichner                                                                                     | 58    |       |
| 24. November | Bruno Louis Schaefer              | deutscher Rechtsanwalt und Politiker                                                                                        | 85    |       |
| 24. November | Anton Schäfer                     | österreichischer und tschechischer Politiker, Abgeordneter zum Nationalrat                                                  | 77    |       |
| 25. November | Dimitar Madscharow                | bulgarischer Revolutionär und Freiheitskämpfer                                                                              | 62    |       |
| 25. November | George Pilkington Mills           | britischer Radrennfahrer | 78    |       |
| 25. November | Reinhold von Walther              | deutscher Chemiker und Rektor der Bergakademie Freiberg                                                                     | 78    |       |
| 26. November | Paul Bar                          | französischer Mediziner und Hochschullehrer                                                                                 | 92    |       |
| 26. November | Wilhelm Holle                     | deutscher Verwaltungsjurist und Kommunalpolitiker, Oberbürgermeister von Essen                                              | 79    |       |
| 26. November | Walther von Miquel                | deutscher Verwaltungsjurist und preußischer Verwaltungsbeamter                                                              | 76    |       |
| 26. November | Hugo Neubauer                     | deutscher Agrikulturchemiker                                                                                                | 77    |       |
| 26. November | Eric Thornton                     | britisch-belgischer Fußballspieler                                                                                          | 63    |       |
| 27. November | Georg Scholz                      | deutscher Maler der Neuen Sachlichkeit                                                                                      | 55    |       |
| 27. November | Josep Maria Sert                  | spanischer Maler | 68    |       |
| 27. November | Paul Wesenfeld                    | deutscher Industrieller und Politiker (DNVP)                                                                                | 76    |       |
| 27. November | Robert Zahn                       | deutscher Klassischer Archäologe                                                                                            | 75    |       |
| 28. November | Dwight Filley Davis               | US-amerikanischer Politiker, Tennisspieler und Gründer des Davis Cups                                                       | 66    |       |
| 28. November | Wilhelm Gadow                     | deutscher Reichsgerichtsrat                                                                                                 | 70    |       |
| 28. November | Ludwig Huna                       | österreichischer Romancier und Dramatiker                                                                                   | 73    |       |
| 28. November | Marie Manning                     | US-amerikanische Journalistin und Schriftstellerin                                                                          | 73    |       |
| 28. November | Josef Meier                       | deutscher Missionar und Ethnologe                                                                                           | 71    |       |
| 28. November | Franz Wanger                      | Schweizer Bildhauer | 65    |       |
| 29. November | Enrique Carbel                    | argentinischer Tangosänger und -komponist                                                                                   | 27    |       |
| 29. November | Henri Claude                      | französischer Mediziner | 76    |       |
| 29. November | Miyake Setsurei                   | japanischer Politiker und Philosoph                                                                                         | 85    |       |
| 29. November | Grace Roosevelt                   | US-amerikanische Tennisspielerin                                                                                            | 78    |       |
| 29. November | Emil Schön                        | deutscher Fechter | 73    |       |
| 29. November | Franz von Soden                   | württembergischer General der Infanterie                                                                                    | 89    |       |
| 29. November | Feliks Władysław Starczewski      | polnischer Komponist | 77    |       |
| 30. November | Ferdinand Brunner                 | österreichischer Landschaftsmaler                                                                                           | 75    |       |
| 30. November | Werner Burmeister                 | deutscher Kunsthistoriker                                                                                                   | 50    |       |
| 30. November | Ludwig Diels                      | deutscher Botaniker | 71    |       |
| 30. November | Heinz-Wilhelm Eck                 | deutscher U-Boot-Kommandant im Zweiten Weltkrieg, 1945 hingerichteter Kriegsverbrecher                                      | 29    |       |
| 30. November | Wilhelm Gaigalat                  | preußisch-litauischer Pfarrer und Mitglied im preußischen Abgeordnetenhaus                                                  | 75    |       |
| 30. November | Honjō Shigeru                     | General der kaiserlich japanischen Armee                                                                                    | 69    |       |
| 30. November | Otto Sýkora                       | Komponist und Musiker | 72    |       |
| 30. November | Erich Zoddel                      | deutscher Lagerältester im KZ Bergen-Belsen                                                                                 | 32    |       |
|              | Bun Laphan Ratsadany              | letzter Herrscher des Königreichs Champasak                                                                                 |       |       |
|              | Adolphe Dervaux                   | französischer Architekt | 74    |       |
|              | Wilhelm Leo                       | deutscher Rechtsanwalt und Mitglied des Nationalkomitee Freies Deutschland für den Westen (CALPO)                           | 58    |       |
|              | Karl Schabik                      | deutscher Diplom-Ingenieur, Stadtbaurat in Gleiwitz                                                                         | 63    |       |

## Dezember
| Tag          | Name                               | Beruf, bekannt als | Alter | Beleg |
| ------------ | ---------------------------------- | --- | ----- | ----- |
| 1. Dezember  | Ernst von Carnap-Quernheimb        | deutscher Afrikaforscher | 82    |       |
| 1. Dezember  | Anton Dostler                      | deutscher Offizier und General der Infanterie im Zweiten Weltkrieg                                                                                              | 54    |       |
| 1. Dezember  | Harvey Bartlett Gaul               | US-amerikanischer Komponist und Organist | 64    |       |
| 1. Dezember  | Conrad Heese                       | Rechtsanwalt, Justizrat | 73    |       |
| 1. Dezember  | Rudolf Lange                       | deutscher Politiker (DNVP), MdR | 65    |       |
| 1. Dezember  | Hermann Schmidt                    | deutscher Jurist und Politiker (Zentrum), preußischer Staatsminister                                                                                            | 65    |       |
| 1. Dezember  | Jakob Willhardt                    | deutscher Politiker (NSDAP), MdL | 55    |       |
| 1. Dezember  | Margaret Louisa Woods              | englisch-britische Autorin | 90    |       |
| 1. Dezember  | Lothar von Wulffen                 | deutscher Rittergutsbesitzer und Parlamentarier | 72    |       |
| 2. Dezember  | Wilhelm Buck                       | deutscher Politiker (SPD), MdR | 76    |       |
| 2. Dezember  | Christine Deichmann                | dänische Malerin | 76    |       |
| 2. Dezember  | Robert Denoël                      | französischer Verleger |       |       |
| 2. Dezember  | Hugo von Kaweczynski               | deutscher Kameramann | 62    |       |
| 2. Dezember  | Max Leuthe                         | österreichischer Fußballnationalspieler, Leichtathlet, Journalist und Karikaturist                                                                              | 66    |       |
| 3. Dezember  | William Phelps Eno                 | US-amerikanischer Unternehmer und Pionier der Verkehrssicherheit                                                                                                | 87    |       |
| 3. Dezember  | Léon Eyrolles                      | französischer Politiker und Unternehmer | 83    |       |
| 3. Dezember  | Heinrich Hölscher                  | deutscher Jurist und Politiker | 70    |       |
| 3. Dezember  | Karl Pesta                         | österreichischer Beamter und Politiker | 74    |       |
| 3. Dezember  | Adolf Seifert                      | deutschböhmischer Lehrer, Musikpädagoge und Komponist | 43    |       |
| 3. Dezember  | Adam Stegerwald                    | deutscher Politiker (Zentrum, CSU), MdR und Mitbegründer der christlichen Gewerkschaften in Deutschland                                                         | 70    |       |
| 3. Dezember  | Johannes Timm                      | deutscher Gewerkschafter und Politiker (SPD) | 79    |       |
| 4. Dezember  | Wolfgang Golther                   | deutscher Germanist | 82    |       |
| 4. Dezember  | August Maria Kemetter              | österreichischer Politiker (DnP), Abgeordneter zum Nationalrat                                                                                                  | 79    |       |
| 4. Dezember  | Thomas Hunt Morgan                 | US-amerikanischer Zoologe und Genetiker | 79    |       |
| 4. Dezember  | Hermann Platz                      | deutscher Romanist und Kulturwissenschaftler | 65    |       |
| 4. Dezember  | Richárd Weisz                      | ungarischer Ringer und Gewichtheber | 66    |       |
| 5. Dezember  | Billy Adams                        | englischer Fußballspieler | 48    |       |
| 5. Dezember  | Heinrich Ernst Boeters             | deutscher evangelischer Theologe und Konsistorialrat in der Kirchenprovinz Pommern                                                                              | 52    |       |
| 5. Dezember  | Piero Bolzon                       | italienischer Journalist und Politiker, Mitglied der Camera | 62    |       |
| 5. Dezember  | Georg Hacker                       | deutscher Maler und Bühnenbildner | 82    |       |
| 5. Dezember  | Wladimir Leontjewitsch Komarow     | russischer Botaniker und Geograph | 76    |       |
| 5. Dezember  | Cosmo Gordon Lang                  | britischer Priester, Erzbischof von York und Erzbischof von Canterbury                                                                                          | 81    |       |
| 5. Dezember  | Bella Ouellette                    | kanadische Schauspielerin | 59    |       |
| 5. Dezember  | Dietrich von Roeder                | deutscher General der Infanterie | 84    |       |
| 5. Dezember  | Albert Weil                        | französischer Segler | 64    |       |
| 6. Dezember  | Max Bendix                         | US-amerikanischer Violinist und Dirigent | 79    |       |
| 6. Dezember  | Hermann Domsch                     | deutscher Jurist und Präsident der Reichsbahndirektion Dresden                                                                                                  | 74    |       |
| 6. Dezember  | Edmund Dwyer-Gray                  | irisch-australischer Politiker der Australian Labor Party (ALP)                                                                                                 | 75    |       |
| 6. Dezember  | Hermann Julius Hartwig             | deutscher Verwaltungsjurist, Statistiker und Historiker | 69    |       |
| 6. Dezember  | Pawel Solomonowitsch Juschkewitsch | russischer Philosoph, Übersetzer philosophischer Werke und Sozialdemokrat                                                                                       | 72    |       |
| 6. Dezember  | Leonhard Ragaz                     | evangelisch-reformierter Theologe, Pfarrer, Professor für Systematische und Praktische Theologie und Mitbegründer der religiös-sozialen Bewegung in der Schweiz | 77    |       |
| 6. Dezember  | Walter Röhrig                      | deutscher Filmarchitekt | 53    |       |
| 6. Dezember  | Alfred Saalwächter                 | deutscher Generaladmiral | 62    |       |
| 6. Dezember  | Hans Schöttler                     | deutscher Geistlicher | 84    |       |
| 6. Dezember  | Max Thomas                         | Kriegsverbrecher, Generalleutnant der Polizei, Leiter des SD-Oberabschnitts Rhein und der Einsatzgruppe C                                                       | 54    |       |
| 6. Dezember  | Sinai Tschulok                     | russisch-schweizerischer Biologe | 70    |       |
| 7. Dezember  | Adolf Bacmeister                   | deutscher Lungenfacharzt, Flottenarzt der Reserve und Chefarzt des Lungenfachklinik St. Blasien                                                                 | 63    |       |
| 7. Dezember  | Leo Gotzmann                       | österreichischer Politiker (NSDAP), MdR und Polizeipräsident Wiens                                                                                              | 52    |       |
| 7. Dezember  | Alfred Ley                         | Pionier des deutschen Automobilbaus | 72    |       |
| 7. Dezember  | Friedrich Pfenningsdorf            | deutscher Jurist und Politiker | 75    |       |
| 7. Dezember  | Alfred Rohde                       | deutscher Kunsthistoriker | 53    |       |
| 7. Dezember  | Friedrich Schumann                 | deutscher Hauptwachtmeister | 52    |       |
| 7. Dezember  | Shimizu Toshi                      | japanischer Maler | 58    |       |
| 8. Dezember  | Giulio Antamoro                    | italienischer Filmregisseur | 68    |       |
| 8. Dezember  | Friedrich Düsel                    | deutscher Schriftsteller, Literaturhistoriker und Redakteur | 76    |       |
| 8. Dezember  | Adolphe Engers                     | niederländischer Schauspieler | 61    |       |
| 8. Dezember  | Ferdinand Fehling                  | deutscher Historiker | 70    |       |
| 8. Dezember  | Richard M. Jones                   | US-amerikanischer Jazzmusiker und Musikproduzent |       |       |
| 8. Dezember  | Alfred Marxer                      | Schweizer Kunstmaler und Grafiker | 69    |       |
| 8. Dezember  | Giuseppe Mazzoli                   | italienischer Geistlicher, römisch-katholischer Erzbischof und vatikanischer Diplomat                                                                           | 59    |       |
| 8. Dezember  | Heinrich Schröder                  | deutscher Hochschullehrer für Botanik, Rektor der Landwirtschaftlichen Hochschule Hohenheim                                                                     | 72    |       |
| 8. Dezember  | Alexander Iljitsch Siloti          | russischer Pianist, Komponist und Dirigent | 82    |       |
| 8. Dezember  | Clara Stern                        | deutsch-US-amerikanische Entwicklungspsychologin | 68    |       |
| 9. Dezember  | August Beckhaus                    | deutscher Regierungsbeamter und Politiker | 68    |       |
| 9. Dezember  | Richard Breuer                     | österreichischer Zahnarzt und Obermedizinalrat in Wien | 80    |       |
| 9. Dezember  | Hans Dominik                       | deutscher Autor, Journalist, Ingenieur | 73    |       |
| 9. Dezember  | Hedwig Friedländer                 | österreichische Stillleben-, Genre- und Porträtmalerin | 82    |       |
| 9. Dezember  | Ernst Hentschel                    | deutscher Hydrobiologe | 69    |       |
| 9. Dezember  | Alfred Joller                      | Schweizer Bibliotheksangestellter des Deutschen Archäologischen Instituts Rom                                                                                   | 87    |       |
| 9. Dezember  | Gustav Schaller                    | Schweizer Politiker (FDP) | 79    |       |
| 9. Dezember  | John Roger Kirkpatrick Scott       | US-amerikanischer Politiker | 72    |       |
| 10. Dezember | Fritz Brändel                      | deutscher Landschaftsmaler | 76    |       |
| 10. Dezember | Theodor Dannecker                  | deutscher SS-Hauptsturmführer | 32    |       |
| 10. Dezember | Thomas Foster                      | kanadischer Politiker und 41. Bürgermeister von Toronto | 93    |       |
| 10. Dezember | Eduard Göbel                       | deutscher Theaterschauspieler und Opernsänger (Tenor) sowie Gesangspädagoge                                                                                     | 78    |       |
| 10. Dezember | Wolff von Graeffendorff            | deutscher Offizier, zuletzt Oberst im Zweiten Weltkrieg | 69    |       |
| 10. Dezember | Richard Hanssen                    | deutscher Augenarzt und Hochschullehrer an der Universität Hamburg                                                                                              | 81    |       |
| 10. Dezember | Adelheid Kohlschütter              | deutsche Malerin | 69    |       |
| 10. Dezember | Herman Anders Krüger               | deutscher Literaturwissenschaftler, Bibliothekar und Hochschullehrer                                                                                            | 74    |       |
| 10. Dezember | Thérèse Lessore                    | britische Malerin | 61    |       |
| 10. Dezember | Hermann Moest                      | deutscher Akt- und Figurenmaler | 77    |       |
| 10. Dezember | Karl Schön                         | deutscher Marinemaler | 77    |       |
| 10. Dezember | Franz Strasser                     | österreichisch-deutscher NSDAP-Kreisleiter und Kriegsverbrecher                                                                                                 |       |       |
| 10. Dezember | Curt Unckel                        | Völkerkundler | 62    |       |
| 10. Dezember | August Unger                       | deutscher Maler und Glasgestalter mit stilistischer Nähe zum Werkbund                                                                                           | 76    |       |
| 11. Dezember | Karl Bachem                        | deutscher Rechtsanwalt und Politiker (Zentrum), MdR | 87    |       |
| 11. Dezember | Truman E. Boudinot                 | US-amerikanischer Brigadegeneral | 50    |       |
| 11. Dezember | Carl Cranz                         | Mathematiker, Physiker und Ballistiker | 87    |       |
| 11. Dezember | Franz Duhne                        | deutscher Mittelstrecken- und Hindernisläufer | 65    |       |
| 11. Dezember | Severin Eisenberger                | polnischer Pianist | 66    |       |
| 11. Dezember | Charles Fabry                      | französischer Physiker | 78    |       |
| 11. Dezember | Rudolf Jung                        | nationalsozialistischer Politiker und Autor | 63    |       |
| 11. Dezember | Maria Ressel                       | österreichische Malerin, Grafikerin und Illustratorin | 68    |       |
| 11. Dezember | Karl Schneider                     | deutscher Architekt und Stadtplaner | 53    |       |
| 11. Dezember | Bernhard Strehler                  | katholischer Priester und Mitglied der katholischen Jugendbewegung                                                                                              | 73    |       |
| 12. Dezember | Friedrich Class                    | deutscher Polizist der Kriminalpolizei und der Gestapo | 46    |       |
| 12. Dezember | Karl Fieke                         | deutscher Buchdrucker, Zeitungsverleger und Heimatschriftsteller                                                                                                | 88    |       |
| 12. Dezember | Jakow Modestowitsch Gakkel         | russischer Gelehrter und Ingenieur | 71    |       |
| 12. Dezember | Walter Kampmann                    | deutscher Maler des Expressionismus, Grafiker und Bildhauer | 58    |       |
| 12. Dezember | Gustav Kaule                       | deutscher Politiker (Handwerkerbund), MdL | 86    |       |
| 12. Dezember | Johannes Sauter                    | deutscher Rechtsphilosoph | 54    |       |
| 12. Dezember | Friedrich zu Schaumburg-Lippe      | deutscher Prinz | 77    |       |
| 12. Dezember | Franz Stiebitz                     | deutscher Politiker (NSDAP), MdR | 46    |       |
| 12. Dezember | Theodor von Winterstein            | bayerischer Verwaltungsjurist | 83    |       |
| 13. Dezember | Johanna Bormann                    | deutsche KZ-Aufseherin in verschiedenen Konzentrationslagern | 52    |       |
| 13. Dezember | Henri Fernand Dentz                | französischer Armeegeneral | 63    |       |
| 13. Dezember | Wilhelm Dörr                       | deutscher SS-Rottenführer | 24    |       |
| 13. Dezember | Karl Francioh                      | deutscher SS-Rottenführer, Koch der SS-Küchen in verschiedenen Konzentrationslagern sowie verurteilter und hingerichteter Kriegsverbrecher                      | 33    |       |
| 13. Dezember | Robert van Genechten               | niederländisch-flämischer Jurist, Wirtschaftswissenschafter, Schriftsteller, Politiker und Unternehmer                                                          | 50    |       |
| 13. Dezember | Irma Grese                         | deutsche KZ-Aufseherin in Auschwitz und Bergen-Belsen | 22    |       |
| 13. Dezember | Hermann Hoefer                     | deutscher Pädagoge und Politiker (SPD, USPD, KPD), MdHB, Widerstandskämpfer                                                                                     | 77    |       |
| 13. Dezember | Franz Hößler                       | deutscher SS-Führer in Konzentrationslagern | 39    |       |
| 13. Dezember | Leopold Jessner                    | deutscher Theater- und Filmregisseur | 67    |       |
| 13. Dezember | Fritz Klein                        | rumäniendeutscher KZ-Lagerarzt | 57    |       |
| 13. Dezember | Josef Kramer                       | deutscher KZ-Kommandant und SS-Führer | 39    |       |
| 13. Dezember | Friedrich Oltmanns                 | deutscher Botaniker | 85    |       |
| 13. Dezember | Eberhard von Pannwitz              | deutscher Diplomat | 58    |       |
| 13. Dezember | Ansgar Pichen                      | polnischer Leiter der Lagerküche im KZ Bergen-Belsen | 32    |       |
| 13. Dezember | Josef Prokop                       | österreichischer Politiker (NSDAP), MdR und Grafiker | 47    |       |
| 13. Dezember | Johannes Riem                      | deutscher Astronom und Autor | 77    |       |
| 13. Dezember | Galka Scheyer                      | deutsch-amerikanische Malerin, Kunsthändlerin und Kunstsammlerin                                                                                                | 56    |       |
| 13. Dezember | Adalbert Seligmann                 | österreichischer Maler und Kunstkritiker | 83    |       |
| 13. Dezember | Franz Stärfl                       | deutscher SS-Hauptscharführer und Lagerführer im KZ-Außenlager Kleinbodungen des KZ Mittelbau                                                                   | 30    |       |
| 13. Dezember | Elisabeth Volkenrath               | deutsche KZ-Oberaufseherin | 26    |       |
| 13. Dezember | Peter Weingärtner                  | jugoslawischer SS-Hauptscharführer im KZ Auschwitz | 32    |       |
| 14. Dezember | Elisabeth Andrae                   | deutsche Malerin | 69    |       |
| 14. Dezember | Maurice Baring                     | britischer Reporter und Autor | 71    |       |
| 14. Dezember | Victor de Laveleye                 | belgischer Tennisspieler | 51    |       |
| 14. Dezember | Lucie Dreyfus                      | französische Ehefrau von Alfred Dreyfus | 76    |       |
| 14. Dezember | Maud Duff, Countess of Southesk    | Mitglied der britischen königlichen Familie | 52    |       |
| 14. Dezember | Constantino Gaito                  | argentinischer Komponist | 67    |       |
| 14. Dezember | Forrester Harvey                   | irischer Schauspieler | 61    |       |
| 14. Dezember | Adolf Jutz                         | deutscher Maler und Zeichner | 58    |       |
| 14. Dezember | Hans Linck                         | deutscher Jurist und Politiker (NLP), MdR | 82    |       |
| 14. Dezember | Adolf Müller                       | deutscher Schauspieler | 83    |       |
| 14. Dezember | Auguste Prasch-Grevenberg          | deutsche Schauspielerin | 91    |       |
| 14. Dezember | Max Schwarte                       | preußischer Generalleutnant im Ersten Weltkrieg und Militärschriftsteller                                                                                       | 85    |       |
| 15. Dezember | Siegfried von Boehn                | deutscher Gutsbesitzer und Politiker, MdR | 80    |       |
| 15. Dezember | Wiktor Robertowitsch Bursian       | russischer Physiker und Hochschullehrer | 58    |       |
| 15. Dezember | Paul Daimler                       | deutscher Konstrukteur | 76    |       |
| 15. Dezember | Carl Haacker                       | deutscher Szenenbildner | 55    |       |
| 15. Dezember | Emerson Harrington                 | US-amerikanischer Politiker, Gouverneur von Maryland | 81    |       |
| 15. Dezember | Hermann Joachim                    | deutscher Kinotechniker und Hochschullehrer | 64    |       |
| 15. Dezember | Kurt Liese                         | deutscher Offizier und General der Infanterie | 63    |       |
| 15. Dezember | Arnold Lucy                        | englischer Film- und Theaterschauspieler | 80    |       |
| 15. Dezember | Tobias Matthay                     | englischer Musikpädagoge, Pianist und Komponist | 87    |       |
| 15. Dezember | Oskar Viedebantt                   | deutscher Althistoriker und Gymnasiallehrer | 62    |       |
| 15. Dezember | Eduardo Vigil y Robles             | mexikanischer Sänger, Dirigent, Arrangeur und Komponist | 70    |       |
| 16. Dezember | Giovanni Agnelli senior            | italienischer Unternehmer, Gründungsmitglied von Fiat | 79    |       |
| 16. Dezember | Kurt Dinter                        | deutscher Botaniker und Forschungsreisender | 77    |       |
| 16. Dezember | Sigmund Hein                       | österreichischer Offizier und Lepidopterologe | 77    |       |
| 16. Dezember | Jack Jenney                        | US-amerikanischer Jazz-Posaunist und Bigband-Leader | 35    |       |
| 16. Dezember | Konoe Fumimaro                     | japanischer Premierminister | 54    |       |
| 16. Dezember | Richard Moeller                    | deutscher Historiker, Lehrer, Politiker (DDP) und Autor | 55    |       |
| 16. Dezember | Simeon Price                       | US-amerikanischer Golfer | 63    |       |
| 16. Dezember | Hildegard Staehle                  | deutsche christliche Widerstandskämpferin und VVN-Funktionärin                                                                                                  | 51    |       |
| 16. Dezember | Martha Stettler                    | Schweizer Malerin | 75    |       |
| 16. Dezember | Georg Vitzthum von Eckstädt        | deutscher Kunsthistoriker | 65    |       |
| 16. Dezember | Mary Zimmermann                    | deutsche Tänzerin, Ballettmeisterin und Choreographin | 56    |       |
| 17. Dezember | Martin von Dittelberger            | deutscher Generalmajor | 74    |       |
| 17. Dezember | Oskar Gelbhaar                     | deutscher Jurist und Politiker | 64    |       |
| 17. Dezember | Mikkel Hindhede                    | dänischer Ernährungsforscher | 83    |       |
| 17. Dezember | Albrecht Jobst                     | deutscher evangelisch-lutherischer Pastor und Volkskundler | 43    |       |
| 17. Dezember | Julius Jüthner                     | österreichischer Klassischer Philologe und Archäologe | 79    |       |
| 17. Dezember | Arthur von Rosthorn                | österreichischer Sinologe und Diplomat | 83    |       |
| 17. Dezember | Ernst von Uechtritz und Steinkirch | deutscher Generalleutnant und Rechtsritter des Johanniterordens                                                                                                 | 83    |       |
| 17. Dezember | Hans Witte                         | deutscher Archivar und Historiker | 78    |       |
| 17. Dezember | Hans Zatzka                        | österreichischer Maler | 86    |       |
| 17. Dezember | Michelangelo von Zois              | österreichischer Jurist und Schriftsteller | 71    |       |
| 18. Dezember | Walter Delius                      | deutscher Verwaltungsjurist und Oberbürgermeister von Wesermünde                                                                                                | 61    |       |
| 18. Dezember | Ernst Hans Eberhard                | deutscher Studentenhistoriker | 79    |       |
| 18. Dezember | Heinrich Helferich                 | deutscher Chirurg und Hochschullehrer | 94    |       |
| 18. Dezember | Friedrich Ernst Möller             | deutscher Landwirt und Politiker, MdL | 75    |       |
| 18. Dezember | Gustav Simon                       | deutscher Politiker (NSDAP), MdR, Gauleiter (Moselland), Chef der Zivilverwaltung im besetzten Luxemburg                                                        | 45    |       |
| 18. Dezember | Franz Josef Walz                   | deutscher Generalleutnant im Zweiten Weltkrieg | 60    |       |
| 19. Dezember | John Amery                         | britischer politischer Aktivist | 33    |       |
| 19. Dezember | Hermann Andert                     | Oberlausitzer Paläontologe, Geologe und Bankdirektor | 66    |       |
| 19. Dezember | Hans Bohrdt                        | deutscher Marinemaler | 88    |       |
| 19. Dezember | Karl von Eisenstein                | sudetendeutscher Schriftsteller | 56    |       |
| 19. Dezember | Herbert Engelhard                  | deutscher Rechtswissenschaftler und Hochschullehrer | 63    |       |
| 19. Dezember | Paul Christiaan Flu                | niederländischer Mediziner | 61    |       |
| 19. Dezember | Max Grantz                         | deutscher Wasserbau-Ingenieur, Rektor der Königlichen Technischen Hochschule zu Berlin-Charlottenburg                                                           | 91    |       |
| 19. Dezember | Louis Hackspill                    | deutscher und französischer Politiker und Geistlicher | 74    |       |
| 19. Dezember | Sydney Martineau                   | britischer Fechter | 82    |       |
| 19. Dezember | Oscar Seagle                       | US-amerikanischer Sänger und Musikpädagoge | 68    |       |
| 19. Dezember | Sebastião Tomás                    | französischer Ordensgeistlicher, Prälat von Santíssima Conceição do Araguaia                                                                                    | 69    |       |
| 20. Dezember | Marie Weitbrecht                   | deutsche Schriftstellerin | 81    |       |
| 20. Dezember | Hans von Steiger                   | Schweizer Kupferstecher, Offizier und Kartograf | 86    |       |
| 21. Dezember | Ida Bauer                          | Patientin von Sigmund Freud | 63    |       |
| 21. Dezember | Ludwig Benjamin                    | deutscher Schiffbauingenieur | 90    |       |
| 21. Dezember | Siegfried Fürst                    | deutscher Landrat | 58    |       |
| 21. Dezember | Johann Goldfriedrich               | deutscher Bibliothekar und Hochschullehrer | 75    |       |
| 21. Dezember | Otto Grotefend                     | deutscher Archivar | 72    |       |
| 21. Dezember | Jürgen Jürs                        | deutscher Kapitän | 64    |       |
| 21. Dezember | Arthur Korn                        | deutscher Physiker und Mathematiker | 75    |       |
| 21. Dezember | Elard von Löwenstern               | deutscher Generalmajor der Luftwaffe | 59    |       |
| 21. Dezember | George S. Patton                   | General der US Army im Zweiten Weltkrieg | 60    |       |
| 21. Dezember | Paul Poensgen                      | deutscher Jurist und Bankier | 61    |       |
| 21. Dezember | Alfred Walheim                     | österreichischer Autor und Politiker (GDVP, Landbund), Landtagsabgeordneter, Mitglied des Bundesrates                                                           | 71    |       |
| 21. Dezember | S. Harrison White                  | US-amerikanischer Politiker | 80    |       |
| 22. Dezember | Byron Gay                          | US-amerikanischer Songwriter | 59    |       |
| 22. Dezember | Otto Karl Hartmann                 | deutscher Versicherungsjurist | 63    |       |
| 22. Dezember | Thomas F. Magner                   | US-amerikanischer Jurist und Politiker | 85    |       |
| 22. Dezember | Otto Neurath                       | österreichischer Philosoph, Soziologe und Ökonom | 63    |       |
| 22. Dezember | Rudolf Schaper                     | deutscher Rechtsanwalt und Notar, Politiker (NSDAP), MdR | 64    |       |
| 22. Dezember | Arthur Train                       | US-amerikanischer Jurist und Schriftsteller | 70    |       |
| 23. Dezember | Friedrich-Gustav Bernhard          | deutscher Generalleutnant im Zweiten Weltkrieg | 57    |       |
| 23. Dezember | Max Esser                          | deutscher Bildhauer, Medailleur und Porzellanbildner | 60    |       |
| 23. Dezember | Charlotte Hampel                   | österreichische Malerin | 82    |       |
| 23. Dezember | Mogens Klitgaard                   | dänischer Schriftsteller | 39    |       |
| 23. Dezember | Paul Tirard                        | französischer Politiker, Hochkommissar und Präsident der Rheinlandkommission (1919–1930)                                                                        | 66    |       |
| 23. Dezember | Max Tolle                          | deutscher Ingenieurwissenschaftler für Mechanik | 81    |       |
| 24. Dezember | Franz Amann                        | liechtensteinischer Politiker (VP) | 83    |       |
| 24. Dezember | Max Amann                          | deutscher Schwimmer und Wasserballspieler | 40    |       |
| 24. Dezember | Ernst Brandis                      | deutscher Jurist, Reichsgerichtsrat | 65    |       |
| 24. Dezember | Giunio Fedreghini                  | italienischer Fechter | 84    |       |
| 24. Dezember | Carl Hagemann                      | deutscher Theaterdirektor und Theaterwissenschaftler | 74    |       |
| 24. Dezember | August Lang                        | deutscher evangelischer Theologe | 78    |       |
| 24. Dezember | Theodor Edler von Lerch            | österreichischer Generalmajor und Skipionier | 76    |       |
| 24. Dezember | Rudolf Lüters                      | deutscher Offizier und General der Infanterie im Zweiten Weltkrieg                                                                                              | 62    |       |
| 24. Dezember | Francesc Pujol i Pons              | katalanischer Komponist, Dirigent und Musikwissenschaftler | 67    |       |
| 24. Dezember | Arnold Ruge                        | deutscher Hochschullehrer für Philosophie, völkischer Nationalist und Antisemit                                                                                 | 64    |       |
| 24. Dezember | Fritz H. Schnitzer                 | deutscher Kaffeegroßhändler und Militärpropagandist | 70    |       |
| 24. Dezember | Adelina Stehle                     | österreichische Opernsängerin | 84    |       |
| 24. Dezember | Anton Weißmann                     | deutscher Journalist und Politiker | 74    |       |
| 25. Dezember | D’Arcy Corrigan                    | irischer Schauspieler | 75    |       |
| 25. Dezember | Otto Eicke                         | deutscher Schriftsteller und Verlagsredakteur | 56    |       |
| 25. Dezember | Joseph Wilson Ervin                | US-amerikanischer Politiker | 44    |       |
| 25. Dezember | Albert Hahl                        | deutscher Kolonialbeamter, Gouverneur von Deutsch-Neuguinea (1902–1914)                                                                                         | 77    |       |
| 25. Dezember | Johann Haring                      | österreichischer römisch-katholischer Theologe sowie Hochschullehrer                                                                                            | 78    |       |
| 25. Dezember | Hata Teruo                         | japanischer Maler | 58    |       |
| 25. Dezember | Oscar Jacobsson                    | schwedischer Comiczeichner | 56    |       |
| 25. Dezember | Rabod von Kröcher                  | deutscher Springreiter | 65    |       |
| 25. Dezember | Franz Kröwerath                    | deutscher Ruderer | 65    |       |
| 25. Dezember | Heinrich Sieveking                 | deutscher Nationalökonom und Historiker | 74    |       |
| 25. Dezember | Wang Kemin                         | chinesischer Diplomat und Politiker | 69    |       |
| 26. Dezember | Louis Bachner                      | US-amerikanischer klassischer Pianist, Sänger und Gesangspädagoge                                                                                               | 63    |       |
| 26. Dezember | Jack Bernstein                     | US-amerikanischer Boxer jüdischer Herkunft | 46    |       |
| 26. Dezember | Duy Tân                            | vietnamesischer Kaiser, elfter Kaiser der Nguyễn-Dynastie (1907–1916)                                                                                           | 45    |       |
| 26. Dezember | Wilhelm Frerker                    | deutscher Bäckermeister und Politiker (Zentrum), MdR und Mitglied der Nationalversammlung                                                                       | 86    |       |
| 26. Dezember | Russell Gleason                    | US-amerikanischer Schauspieler | 38    |       |
| 26. Dezember | August Guth                        | deutscher Reichsgerichtsrat | 61    |       |
| 26. Dezember | Karl Maria Heller                  | österreichisch-deutscher Zoologe | 81    |       |
| 26. Dezember | Roger Keyes, 1. Baron Keyes        | britischer Admiral und Politiker, Mitglied des House of Commons                                                                                                 | 73    |       |
| 26. Dezember | Elard Ordemann                     | deutscher Geistlicher (evangelisch), Pastor und Heimatforscher                                                                                                  | 79    |       |
| 27. Dezember | Émile Cornellie                    | belgischer Segler | 76    |       |
| 27. Dezember | Otto Everling                      | deutscher Theologe und Politiker (DVP), MdR | 81    |       |
| 27. Dezember | Frieda Fischer-Wieruszowski        | deutsche Kunstsammlerin, Stifterin, Museumsleiterin und Schriftstellerin                                                                                        | 71    |       |
| 27. Dezember | Janko Jesenský                     | slowakischer Jurist, Beamter und Schriftsteller | 70    |       |
| 27. Dezember | Ernst Wilhelm Just                 | deutscher Jurist | 80    |       |
| 27. Dezember | Friedrich Kleim                    | deutscher Politiker der NSDAP | 55    |       |
| 27. Dezember | Otto Carl Köcher                   | deutscher Diplomat | 61    |       |
| 27. Dezember | Max Kolter                         | thüringischer Politiker (CDU) | 45    |       |
| 27. Dezember | Kurt Reichenbach                   | deutscher Turner | 55    |       |
| 27. Dezember | Friedrich Scheu                    | deutscher Landwirt und Politiker (DDP), MdL | 81    |       |
| 27. Dezember | Eberhard Teuffel                   | deutscher Reichsgerichtsrat | 58    |       |
| 28. Dezember | Wassili Kusmitsch Awerin           | ukrainisch-sowjetischer Politiker |       |       |
| 28. Dezember | Andrew Bethea                      | US-amerikanischer Politiker | 66    |       |
| 28. Dezember | Walter von Czoernig-Czernhausen    | österreichischer Höhlenforscher und Oberbaurat bei den Österreichischen Bundesbahnen                                                                            | 62    |       |
| 28. Dezember | Richard Dietrich                   | deutscher Flugzeug-Konstrukteur und Unternehmer | 51    |       |
| 28. Dezember | Theodore Dreiser                   | US-amerikanischer Schriftsteller | 74    |       |
| 28. Dezember | Ernst Eckardt                      | deutscher Jurist und Vorsitzender Richter am Sondergericht Dortmund                                                                                             | 65    |       |
| 28. Dezember | Hermann Oncken                     | deutscher Historiker und politischer Publizist | 76    |       |
| 28. Dezember | P. Amaury Talbot                   | britischer Beamter, Botaniker, Anthropologe und Afrikaforscher                                                                                                  | 68    |       |
| 29. Dezember | Adolf Hofrichter                   | österreich-ungarischer Oberleutnant | 65    |       |
| 29. Dezember | Monty Jacobs                       | deutscher Schriftsteller und Journalist englischer Herkunft | 70    |       |
| 29. Dezember | Rudolf Muchsel                     | österreichischer Regierungsbeamter und Komponist | 85    |       |
| 29. Dezember | Karl Nötzel                        | deutsch-russischer Schriftsteller und Sozialphilosoph | 75    |       |
| 29. Dezember | Elise Kutscherra de Nyß            | preußische Opernsängerin (Sopran) und Gesangspädagogin | 78    |       |
| 30. Dezember | Louise Droste-Roggemann            | deutsche Malerin | 80    |       |
| 30. Dezember | Edwin Habel                        | deutsche Philologe | 70    |       |
| 30. Dezember | Alfred Hein                        | deutscher Schriftsteller | 51    |       |
| 30. Dezember | Josef Hohlbaum                     | deutscher Chirurg und Hochschullehrer in Leipzig und Prag | 61    |       |
| 30. Dezember | Friedrich Hüttemann                | deutscher römisch-katholischer Geistlicher, Philologe, Lehrer und Verfasser von Kirchenliedern                                                                  | 70    |       |
| 30. Dezember | Heinrich Meyer-Benfey              | deutscher Philologe | 76    |       |
| 30. Dezember | Nikolaus Rhodokanakis              | griechisch-österreichischer Semitist und Arabist | 69    |       |
| 31. Dezember | Paulheinz Ahlert                   | deutscher Klassischer Philologe | 31    |       |
| 31. Dezember | Paul Bang                          | deutscher Politiker (DNVP), MdR, 1933 Staatssekretär im Reichswirtschaftsministerium                                                                            | 66    |       |
| 31. Dezember | Katarina Botsky                    | deutsche Schriftstellerin | 65    |       |
| 31. Dezember | Donald Douglas                     | britischer Schauspieler | 40    |       |
| 31. Dezember | Herbert Fischer                    | deutscher SS-Führer und Polizist | 41    |       |
| 31. Dezember | Walther Froelich                   | deutscher Jurist und Reichsgerichtsrat | 65    |       |
| 31. Dezember | Otto Frowein                       | deutscher Politiker (NSDAP), MdR | 46    |       |
| 31. Dezember | Carl Maria Holzapfel               | deutscher Kulturfunktionär | 55    |       |
| 31. Dezember | Valentin Krempl                    | deutscher Bobfahrer | 41    |       |
| 31. Dezember | Erich W. Mackeldey                 | deutscher Landwirt und Politiker (DNVP), MdR | 53    |       |
| 31. Dezember | Theodor Mittasch                   | deutscher Jurist, Amtshauptmann und Ministerialrat | 63    |       |
| 31. Dezember | Albert Müller                      | deutscher Politiker (NSDAP), MdR | 50    |       |
| 31. Dezember | Georg Hans Müller-Rehm             | deutscher Maler | 40    |       |
| 31. Dezember | Paul Papenbroock                   | deutscher Politiker (NSDAP), MdR | 51    |       |
| 31. Dezember | Hans Steinlein                     | deutscher Geologe | 34    |       |
| 31. Dezember | Rudolf Thume                       | deutscher Fabrikant und Landrat | 60    |       |
| 31. Dezember | Theodor Weise                      | deutscher Politiker (NSDAP), MdR | 55    |       |
| 31. Dezember | Eugen Werkowitsch                  | österreichischer Politiker (NSDAP), MdR | 73    |       |
|              | Otto Kletzl                        | deutscher Kunsthistoriker | 48    |       |
|              | Koizumi Kishio                     | japanischer Holzschnitt-Künstler der Yōga-Richtung | 52    |       |
|              | Fritz Krauskopf                    | Fotograf | 63    |       |
|              | Lorcan George Sherlock             | irischer Politiker |       |       |
|              | Ottomar Singer                     | deutscher Unternehmer und nationalliberaler Politiker | 80    |       |
|              | Wassyl Stupnyzkyj                  | ukrainischer Ethnograph, Dirigent und Komponist | ≈66   |       |
|              | Karl Wernecke                      | deutscher Kommunalpolitiker | 60    |       |